# كيريل رومانوف (لاعب كرة قدم)
كيريل رومانوف (بالروسية: Кирилл Юрьевич Романов)‏ هو لاعب كرة قدم شاطئية ‏ روسي، ولد في 20 يناير 1990 في سانت بطرسبرغ في روسيا. لعب مع BSC Kristall ‏.

## وصلات خارجية
- كيريل رومانوف (لاعب كرة قدم) على موقع الاتحاد الدولي (مؤرشف)  (الإنجليزية)